# 錯義突變
在遺傳學，錯義突變是一種點突變，其中單個核苷酸變化導致編碼不同氨基酸的密碼子。 是一種非同義替換。

## DNA突變替代蛋白質

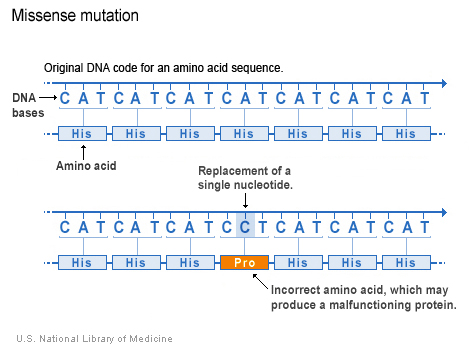
此圖像顯示錯義突變的示例。DNA序列的一個核苷酸（腺嘌呤）被另一個核苷酸（胞嘧啶）取代。這導致錯誤的氨基酸（脯氨酸）被整合到蛋白質序列中。

錯義突變是指由單個核苷酸點突變引起蛋白質一個氨基酸異化。是DNA序列一種非同義替換。
錯義突變可以使生成的蛋白質失去功能，導致疾病，如大皰性表皮鬆解症、鐮狀細胞病、超氧化物歧化酶介導的肌萎縮側索硬化以及癌症
在最常見的鐮狀細胞病變體，血紅蛋白β鏈基因第20個核苷酸從GAG密碼子變為GTG密碼子。因此，第6個氨基酸谷氨酸被纈氨酸取代，標記為E6V突變，並且蛋白質發生充分改變以引起鐮狀細胞病。
並非所有的錯義突變都會導致明顯蛋白質變化。一種氨基酸可能被化學性質非常相似的氨基酸取代，這種情況，蛋白質可能仍能正常發揮作用；這被稱為保守突變。或者，氨基酸取代可以發生在不顯著影響蛋白質二級結構或功能的蛋白質區域，這或也可被稱為保守突變。

## 示例
```

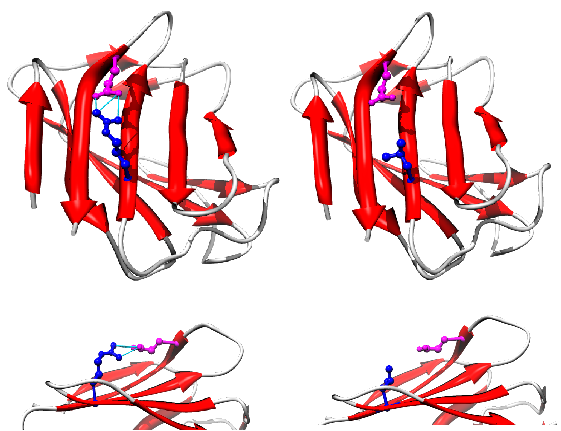

    DNA: 5' - AAC AGC CTG 
CGT
 ACG GCT CTC - 3'
         3' - TTG TCG GAC 
GCA
 TGC CGA GAG - 5'
   mRNA: 5' - AAC AGC CUG CGU ACG GCU CUC - 3'
```

蛋白質：Asn Ser Leu Arg Thr Ala Leu
LMNAc.1580G>T錯義突變引入LMNA基因–DNA序列CGT位置1580nt導致鳥嘌呤被胸腺嘧啶取代，產生DNA序列中的CTT。這導致在蛋白質第527位的精氨酸被亮氨酸取代。這會導致鹽橋破壞和結構不穩定。在表型水平表現為重疊的下頜骨發育不良和早衰綜合症。
得到的轉錄物和蛋白質產物是：
```
    DNA: 5' - AAC AGC CTG 
CTT
 ACG GCT CTC - 3'
         3' - TTG TCG GAC 
GAA
 TGC CGA GAG - 5'
   mRNA: 5' - AAC AGC CUG CUU ACG GCU CUC - 3'
```

蛋白質：Asn Ser Leu Leu Thr Ala Leu

## 實驗分析
癌症相關的錯義突變可導致所得蛋白質的劇烈不穩定。
2012年提出了一種篩選此類變化的方法，即快速平行蛋白水解。

## 另見
- Ka/Ks
- Missense mRNA（英语：Missense mRNA）